# Time Machine
„Time Machine“ е двоен инструментален рок албум на американския китарист Джо Сатриани, издаден през 1993 г. Първият диск съдържа нови, неиздавани и редки студийни записи (като от едноименното EP), а вторият – концертни изпълнения от периода 1988 – 1992.
Песента „Speed of Light“, която е записана по време на сешъните за „The Extremist“, влиза в саундтрака на филма „Супер Марио Брос“ („Super Mario Bros“).

### Диск едно
1. „Time Machine“ – 5:07
2. „The Mighty Turtle Head“ – 5:12
3. „All Alone“ – 4:22
4. „Banana Mango II“ – 6:05
5. „Thinking of You“ – 3:57
6. „Crazy“ – 4:06
7. „Speed of Light“ – 5:14
8. „Baroque“ – 2:15
9. „Dweller On the Threshold“ – 4:15
10. „Banana Mango“ – 2:44
11. „Dreaming #11“ – 3:37
12. „I am Become Death“ – 3:56
13. „Saying Goodbye“ – 2:54
14. „Woodstock Jam“ – 16:07

### Диск две
1. „Satch Boogie“ – 3:58
2. „Summer Song“ – 5:01
3. „Flying in a Blue Dream“ – 5:24
4. „Cryin'“ – 5:54
5. „The Crush of Love“ – 5:40 (Сатриани, Джон Куниберти)
6. „Tears in the Rain“ – 1:58
7. „Always with Me, Always with You“ – 3:21
8. „Big Bad Moon“ – 4:57
9. „Surfing with the Alien“ – 2:51
10. „Rubina“ – 6:44
11. „Circles“ – 4:14
12. „Drum Solo“ – 2:14 (Изсвирено от Джоната Мувър)
13. „Lords of Karma“ – 5:43
14. „Echo“ – 7:49

## Състав
- Джо Сатриани – китара, бас, клавишни, вокали
- Стюарт Хам – бас
- Мат Байсънт – бас
- Дог Уймбиш – бас
- Том Костър – орган
- Джеф Кампители – перкусия, цимбал, барабани
- Грег Байсънт – барабани
- Джонатан Мувър – перкусия, барабани
- Саймън Филипс – барабани

|  | Тази страница частично или изцяло представлява превод на страницата Time Machine (album) в Уикипедия на английски. Оригиналният текст, както и този превод, са защитени от Лиценза „Криейтив Комънс – Признание – Споделяне на споделеното“, а за съдържание, създадено преди юни 2009 година – от Лиценза за свободна документация на ГНУ. Прегледайте историята на редакциите на оригиналната страница, както и на преводната страница, за да видите списъка на съавторите. ВАЖНО: Този шаблон се отнася единствено до авторските права върху съдържанието на статията. Добавянето му не отменя изискването да се посочват конкретни източници на твърденията, които да бъдат благонадеждни. |